# Columba
Denna artikeln handlar om fågelsläktet Columba, för missionären, se Columba (missionär).
Columba är även det latinska namnet för stjärnbilden Duvan.
Columba är det största släktet i familjen duvor och innehåller mer än trettio arter som i sin tur delas upp i ett stort antal underarter. Av de fyra arter av duva som häckar i Norden är det endast en som inte hör till släktet Columba. Även tamduvan hör till detta släkte.

## Arter inom släktet
Listan nedan följer AviList från 2025:
- Östlig bronsduva (Columba delegorguei)
- Öbronsduva (Columba malherbii)
- Västlig bronsduva (Columba iriditorques)
- Svartduva (Columba janthina)
- Ryukyuduva (Columba jouyi) – utdöd
- Boninduva (Columba versicolor) – utdöd
- Vitstrupig duva (Columba vitiensis)
- Vithuvad duva (Columba leucomela)
- Gulfotad duva (Columba pallidiceps)
- Sjalduva (Columba pulchricollis)
- Nilgiriduva (Columba elphinstonii)
- Ceylonduva (Columba torringtoniae)
- Purpurduva (Columba punicea)
- Silverduva (Columba argentina)
- Andamanduva (Columba palumboides)
- Lagerduva (Columba junoniae)
- Ekduva (Columba hodgsonii)
- Vitnackad duva (Columba albinucha)
- Olivduva (Columba arquatrix )
- Komorskogsduva (Columba pollenii)
- Sãotoméduva (Columba thomensis)
- Ringduva (Columba palumbus)
- Kamerunduva (Columba sjostedti)
- Madeiraduva (Columba trocaz)
- Kanarieduva (Columba bollii)
- Afepduva (Columba unicincta)
- Guineaduva (Columba guinea)
- Abessinduva (Columba albitorques)
- Snöduva (Columba leuconota)
- Stenduva (Columba rupestris)
- Klippduva (Columba livia) – stamart till tamduva
- Skogsduva (Columba oenas)
- Turkestanduva (Columba eversmanni)
- Somaliaduva (Columba oliviae)

Ytterligare två utdöda arter finns beskrivna:
- Mauritiusskogsduva (Columba thiriouxi)
- Maltaduva (Columba melitensis)